# كاظم الصحاف
الشيخ كاظم بن علي بن محمد بن حسين بن ناصر بن موسى بن حسين بن محمد الصحاف (1312 هـ - 1399 هـ). رجل دين وخطيب حسيني ومؤلِّف وأديب وشاعر شيعي كويتي ذو أصول أحسائيَّة، وينتمي لأسرة آل الصحَّاف، والتي موطنها الأصلي هو مدينة الهفوف بالأحساء، ثم نزح بعض أفرادها إلى القطيف، والكويت، والبحرين، والبصرة، وسوق الشيوخ.

## ولادته ونشأته
تشير بعض المصادر إلى أنَّ ولادة الصحَّاف كانت في الكويت سنة 1313 هـ، فيما يذكر داخل السيِّد حسن في معجم الخطباء أنَّها كانت في سنة 1312 هـ، ويقول «ولم تشر المصادر التي بين أيدينا إلى تحديد موطن ولادته هل كانت بسوق الشيوخ أم في الكويت أم الأحساء». وقد نشأ الصحَّاف في الكويت، وابتدأ تحصيله الديني تقليدياً على أخيه حسين الصحَّاف، وبعد وفاة أخيه؛ هاجر إلى العراق مستوطناً النجف بالبداية وملتحقاً بحوزتها العلميَّة، فدرس عند سلمان السلمان، ومنصور القطيفي، ثم درس الفقه على محمد بن حسن الصافي النجفي، أمَّا موسى الإحقاقي فقد درس عليه علم الحكمة والتوحيد في مدينة كربلاء، وكان «موضع ثقته واعتماده» ولذلك فإنَّه أرسله نائباً عنه وممثلاً له ووكيلاً مطلقاً عنه في سوق الشيوخ، ثمَّ رجع في فترة لاحقة إلى موطنه الكويت بأمر من الإحقاقي وابنه علي ليتولى إمامة جماعة مسجد الصحَّاف، وكان علي الإحقاقي أيضاً يعيش في الكويت نائباً ووكيلاً عن أبيه.
جاء في كتاب (نفائس الأثر) عن كتاب (تذكرة الأشراف في آل الصحاف) عن المترجم له نفسه، أنه بعد أن ارتقى في معارفه وتحصيله العلمي اعتمد عليه الميرزا موسى الحائري فأرسله إلى مدينة سوق الشيوخ في العراق ليقوم هناك بالأمور الشرعية والحقوق الحسبية، فمكث هناك مدة ثم عاد إلى الكويت -مسقط رأسه- وقام بصلاة الجماعة في مسجد الصحاف بأمر الميرزا موسى الحائري وولده الميرزا علي، وينقل عن المترجم له أن لديه وكالة في الأمور الشرعية والحسبية من الإمام محمد حسين كاشف الغطاء، كم أن له وكالة في الموضوع نفسه من الشيخ حبيب آل قرين الأحسائي نزيل البصرة.

## هجرته إلى الأحساء
لم يقم الصحَّاف في الكويت طويلاً، فغادرها إلى الأحساء موطن أجداده، ونزل بعد وصوله في ضيافة موسى أبو خمسين، وقد درس أيضاً عليه بعض علوم الحكمة، وقد تزوَّج الصحَّاف هناك واستقرَّ به الحال في الهفوف.

## شعره وخطابته
كان خطيبا حسينيا مارس الخطابة حتى آخر حياته. زاول المترجم له نظم الشعر وكان مكثرا فيه وشعره بين الجيد والمتوسط، وبدأ يضعف في آخر حياته، وقد ساهم في كثير من المناسبات الدينية فمدح بعض علماء عصره، ونظم في العقائد والردود وغالبية شعره في أهل البيت.

## مؤلفاته
ذكر داخل السيِّد حسن جملة من مؤلَّفاته، ومنها:
| - تذكرة الأشراف في ترجمة آل الصحاف. رسالة مختصرة في تراجم أعلام أسرته. - روضة الرحمن في أحاديث رمضان. - البيان في أحوال بدء الإنسان. - النمط الأوسط والحجة على من فرط أو أفرط. كتاب يشتمل على الأصول الخمسة. - السبيكة الذهبية في معرفة مذهب الجعفرية. - الجوهرة البديعة، في معرفة أصل الشيعة وأصولها. أقام فيها الأدلة العقلية والنقلية من كتب علماء أهل السنة. - لوح الفوائد ونور المقاصد. يحتوي على أسرار علمية وفوائد بدنية. - الحق والصواب بين السؤال والجواب. في الأصول الخمسة. | - الفصول في الأصول. منظومة شعرية تبحث في أصول الدين الخمسة عند الشيعة الإماميَّة. - الدليل الحاسم على فتح الطلاسم. قصيدة ردَّ بها الشاعر على قصيدة إيليا أبو ماضي، وهي قصيدة رائعة مشبعة بالأدلة التي نقض بها أوهام أبي ماضي. - الدر الثمين في مدح النبي وآله الطاهرين. ديوان شعر. - اللؤلؤ المنثور في مآتم عاشور. ديوان شعر فيه لكل يوم من شهر محرَّم قصيدة مناسبة إلى ليلة الحادي عشر. - العقد الأزهر في قصائد صفر. ديوان شعر يحتوي على قصائد تتكلم عن الأحداث التي عايشها أهل الحسين بن علي بعد معركة كربلاء، وبالتحديد في شهر صفر. |

## وفاته
كانت وفاة الشاعر في الكويت -مسقط رأسه- وذلك في 10 شعبان سنة 1399 هـ، ونقل جثمانه إلى النجف الأشرف.